# Csoncshon
Csoncshon (hangul: 전천군, Csoncshon-kun, handzsa: 前川郡, RR: Chŏnch'ŏn-kun, ’elülső patak’) megye Észak-Koreában, Csagang (Chagang) tartományban.
1949-ben vált le Kanggje (Kanggye) megyéről. Nevét azelőtt 箭川郡 alakban írták, amely jelentése „nyílpatak” volt.

## Földrajza
Északkeletről Szonggan (Sŏnggan), Északnyugatról Üvon (Wiwŏn), nyugatról Kophung (Kop'ung), délnyugatról Szongvon (Songwŏn), délről Tongsin (Tongsin), keletről Rjongnim (Ryongrim) megye határolja.
Legmagasabb pontja a 1978 méter magas Szungdzsokszan (숭적산; 崇積山, Sungjŏksan).

## Közigazgatása
1 községből (up (ŭp)), 11 faluból (ri (ri)) és 5 munkásnegyedből (rodongdzsagu (rodongjagu)) áll:
| - Csoncshon-up (전천읍; 前川邑, Chŏnch'ŏn-ŭp) - Koin-rodongdzsagu (고인로동자구; 古人勞動者區, Koin-rodongjagu) - Sindzsok-rodongdzsagu (신적로동자구; 新積勞動者區, Sinjŏk-rodongjagu) - Unszong-rodongdzsagu (운송로동자구; 雲松勞動者區, Unsong-rodongjagu) - Hangmu-rodongdzsagu (학무로동자구; 鶴舞勞動者區, Hakmu-rodongjagu) - Hvaam-rodongdzsagu (화암로동자구; 花岩勞動者區, Hwaam-rodongjagu) - Riman-ri (리만리; 梨滿里, Riman-ri) - Muphjong-ri (무평리; 武坪里, Mup'yŏng-ri) - Singje-ri (신계리; 新溪里, Sin'gye-ri) | - Vaun-ri (와운리; 臥雲里, Waun-ri) - Unpho-ri (운포리; 雲浦里, Unp'o-ri) - Csangnim-ri (장림리; 長林里, Changrim-ri) - Csinphjong-ri (진평리; 津坪里, Chinp'yŏng-ri) - Cshangdok-ri (창덕리; 倉㯖里, Ch'angdŏk-ri) - Cshangphjong-ri (창평리; 倉坪里, Ch'angp'yŏng-ri) - Hvarjong-ri (화룡리; 化龍里, Hwaryong-ri) - Hödok-ri (회덕리; 回㯖里, Hoedŏk-ri) |

## Gazdaság
Csoncshon (Chŏnch'ŏn) megye gazdasága gépiparra, erdőgazdálkodásra, bányászatra és fafeldolgozásra épül.

## Oktatás
Csoncshon (Chŏnch'ŏn) megye kb. 60 oktatási intézménynek ad otthont.

## Egészségügy
A megye ismeretlen számú egészségügyi intézménnyel rendelkezik, köztük saját kórházzal.

## Közlekedés
A megye közutakon Phenjan (P'yŏngyang) és Kanggje (Kanggye) felől közelíthető meg.